# 中央人民政府劳动部
中央人民政府劳动部是根据1949年9月27日中国人民政治协商会议第一届全体会议通过的《中华人民共和国中央人民政府组织法》第十八条的规定，于1949年10月1日设置的一个部门。1954年9月，第一届全国人民代表大会第一次会议在北京召开，会议通过了《中华人民共和国宪法》和《中华人民共和国国务院组织法》，成立中华人民共和国国务院。根据国务院《关于设立、调整中央和地方国家机关及有关事项的通知》，中央人民政府劳动部即告结束。国务院按照《国务院组织法》的规定，将原中央人民政府劳动部改为中华人民共和国劳动部，接替相关工作，成为国务院组成部门。

## 部门工作
按照相关规定，中央人民政府劳动部在政务院财政经济委员会的指导下展开工作。中央人民政府劳动部作为国家行政机构，对全国范围内的劳动行政事务进行统一领导和管理。
中央人民政府政务院1950年10月颁布批准的《中央人民政府政务院试行组织条例》规定了中央人民政府劳动部的具体工作任务是：
1. 领导和监督全国各级地方政府劳动部门的工作；
2. 监督并指导有关劳动问题的法律、法令、条例的实施；
3. 审查各级政府劳动部门的决议、命令和各种措施，如认为其内容与法律、法令、条例以及中央人民政府劳动部的决议、命令有抵触时，需请示中央人民政府政务院予以修改或者废止；
4. 监督一切公营企业、合作社企业、私营企业以及公私合营企业遵守有关劳动问题的法律、法令情况；
5. 计划并领导逐步实行劳动保险制度；
6. 审查各个产业部门规定的工资制度和等级标准，并监督其具体实施情况；
7. 检查各类企业、工厂、矿场的安全卫生设备运行状况；
8. 监督公营企业依法正确使用青年工人和女工的劳动，以保护青年工人和女工的特殊利益；
9. 对全国的劳动力进行统计，有组织地再全国各个生产部门中适当分配劳动力；
10. 领导劳动介绍所的相关工作，办理安置失业工人工作；
11. 领导培养各类技术干部，制订职工教育实施办法，编辑审查职工教育教材内容；
12. 研究合理组织劳动力，提高劳动生产效率；
13. 协同工会共同制定公私企业集体合同纲要、劳动合同内容与形式，规定其签订手续，并审查具有全国意义的企业机关所制订的集体合同；
14. 调解与仲裁具有全国意义的企业中的有关劳动争议。

## 组织结构及历史
1949年10月1日，中央人民政府政务院设立中央人民政府劳动部。11月2日，中央人民政府劳动部正式成立。
1954年9月时，中央人民政府劳动部机关设置为办公厅和1室7司：
- 中央人民政府劳动部
  - 办公厅
  - 劳动政策研究室
  - 劳动保护司
  - 劳动力调配司
  - 劳动争议处理司
  - 职工教育司
  - 技工培调司
  - 工资司
  - 人事教育司

另外，中央人民政府劳动部自成立后，还先后设置过其他职能部门。如设立的劳动保险局，1954年5月撤销，其工作移交给全国总工会统一管理；1953年6月设立失业工人处理司，1954年5月撤销，其未完成的有关失业救济工作，转交劳动力调配司负责。

## 历任部长
- 李立三（1949年10月-1954年9月）

## 部长
- 施复亮（民主建国会，教授）
- 毛齐华
- 刘亚雄（女，原中华全国民主妇女联合会城市工作部部长，52年11月任）
- 宋平（原中央人民政府国家计划委员会劳动工资计划局局长，1953年9月）